# .invalid
.invalid è un dominio di primo livello generico riservato.
È stato definito dalla Internet Engineering Task Force (IETF) nel giugno 1999 con la Request for Comments 2606, insieme ad altri tre domini riservati (.test, .example e .localhost).
Il dominio è utilizzato per indicare in modo esplicito domini non validi. Utenti e software non devono trattare i domini .invalid come casi speciali, tuttavia API, librerie e server DNS devono immediatamente riconoscere tali domini come non validi.

## Altri usi
Il protocollo Session Initiation Protocol utilizza un URI contenente il dominio anonymous.invalid per indicare un chiamante anonimo.
Il dominio viene inoltre utilizzato per effettuare address munging, modificando il proprio indirizzo di posta elettronica al fine di evitare lo spam. Tale tecnica tuttavia impedisce agli altri utenti di sfruttare le funzionalità del client di posta elettronica per rispondere ai messaggi.